# Diallus guttatus
Diallus guttatus är en skalbaggsart som beskrevs av Francis Polkinghorne Pascoe 1885. Diallus guttatus ingår i släktet Diallus och familjen långhorningar. Inga underarter finns listade i Catalogue of Life.